# Milton (Vale of White Horse)
Milton – wieś w Anglii, w hrabstwie Oxfordshire, w dystrykcie Vale of White Horse. Leży 15 km na południe od Oksfordu i 78 km na zachód od Londynu. W 2011 miejscowość liczyła 1290 mieszkańców.